# Мулино (посёлок, Нижегородская область)
Му́лино — посёлок в Володарском районе Нижегородской области, административный центр Мулинского сельсовета.
Расположен в 17 км к северо-западу от Володарска и в 55—60 км к западу от Нижнего Новгорода
С 2010 по 2015 год в Мулино располагался штаб 20-й гвардейской армии.
По названию посёлка назван Мулинский военный гарнизон, имеющий свой полигон и комендатуру неподалёку от Мулино. Также в гарнизоне расположен 28-й отдельный дисциплинарный батальон.
День посёлка празднуется 21 мая.

## Население
| 1999   | 2002    | 2010    | 2021  |
| ------ | ------- | ------- | ----- |
| 10 900 | ↗11 711 | ↗13 008 | ↘8446 |

## История
Недалеко от населённого пункта находится военный гарнизон, наименованный по названию посёлка. Основан был в 30-е годы прошлого века.
В 1940-х годах на его территории базировалась воинская часть. На местности, где нынче расположен госпиталь, построили первую начальную школу. Через несколько лет в посёлке приступили к возведению новых объектов, в частности средней школы, кирпичных домов для офицерского состава и их семей. Первоначально территория, где возвышались новостройки, считалась центром Мулино. Со всех сторон кирпичные здания окружали первые деревянные строения.
После распада Советского Союза в посёлок прибыли 47-я гвардейская танковая и 34-я артиллерийская дивизии, выведенные из Германии. Начиная с 1993 года за небольшой период времени для семей военнослужащих, прибывших в Мулино, возвели новый городок. На его территории возвышались 16 пятиэтажных домов, поликлиники, школа, сады, торговый центр, объекты социальной и транспортной инфраструктуры. В нынешний период эта территория является улицей Гвардейская.
После вторжения России в Украину, с лета 2022 года российские власти используют военный полигон в Мулино для подготовки военных к участию в войне. В частности, в Мулино были сформированы 3-й армейский корпус и 34-я гвардейская артиллерийская дивизия.
Дислоцирующиеся в военной части военнослужащие российской армии массово распивали алкогольные напитки в посёлке и совершили ряд преступлений против местных жителей.
7 апреля 2023 года военнослужащие прорубили топором голову местному жителю и подожгли церковь.
В средине июня 2023 года четверо военнослужащих, находившихся в Мулино, по пути в сауну похитили местного таксиста, избили его и отрезали мизинец на руке. Правоохранительные органы задержали солдат, предъявив двоим из них обвинения по статье «разбой», а двоих — признав свидетелями, что вызвало возмущение местных жителей, считавших всю группу ответственной за нападение.